# Méaudret
Le Méaudret est une petite rivière française qui coule sur le massif du Vercors, dans le nord du département de l'Isère, au sein du parc naturel régional du Vercors. C'est un sous-affluent du Rhône par la Bourne et l'Isère.

## Géographie
La longueur du cours d'eau est de 16,38 km. Celui-ci se jette dans la Bourne, dans la partie méridionale du territoire de Villard-de-Lans. Le Méaudret reçoit les apports réduits de quatre modestes ruisseaux : le ruisseau de la Perrinière, le ruisseau des Platis, le ruisseau du Brochet  et le ruisseau des Plagneux.
Après un parcours selon un axe nord sud, au niveau du plateau d'Autrans, le torrent traverse de modestes gorges appréciées des randonneurs et des cyclotouristes, puis il rejoint au niveau de la confluence avec la Bourne à Villarde-de-Lans (entre les hameaux des Jarrands et du Bas-Méaudret), les gorges de la Bourne.

### Communes et cantons traversés

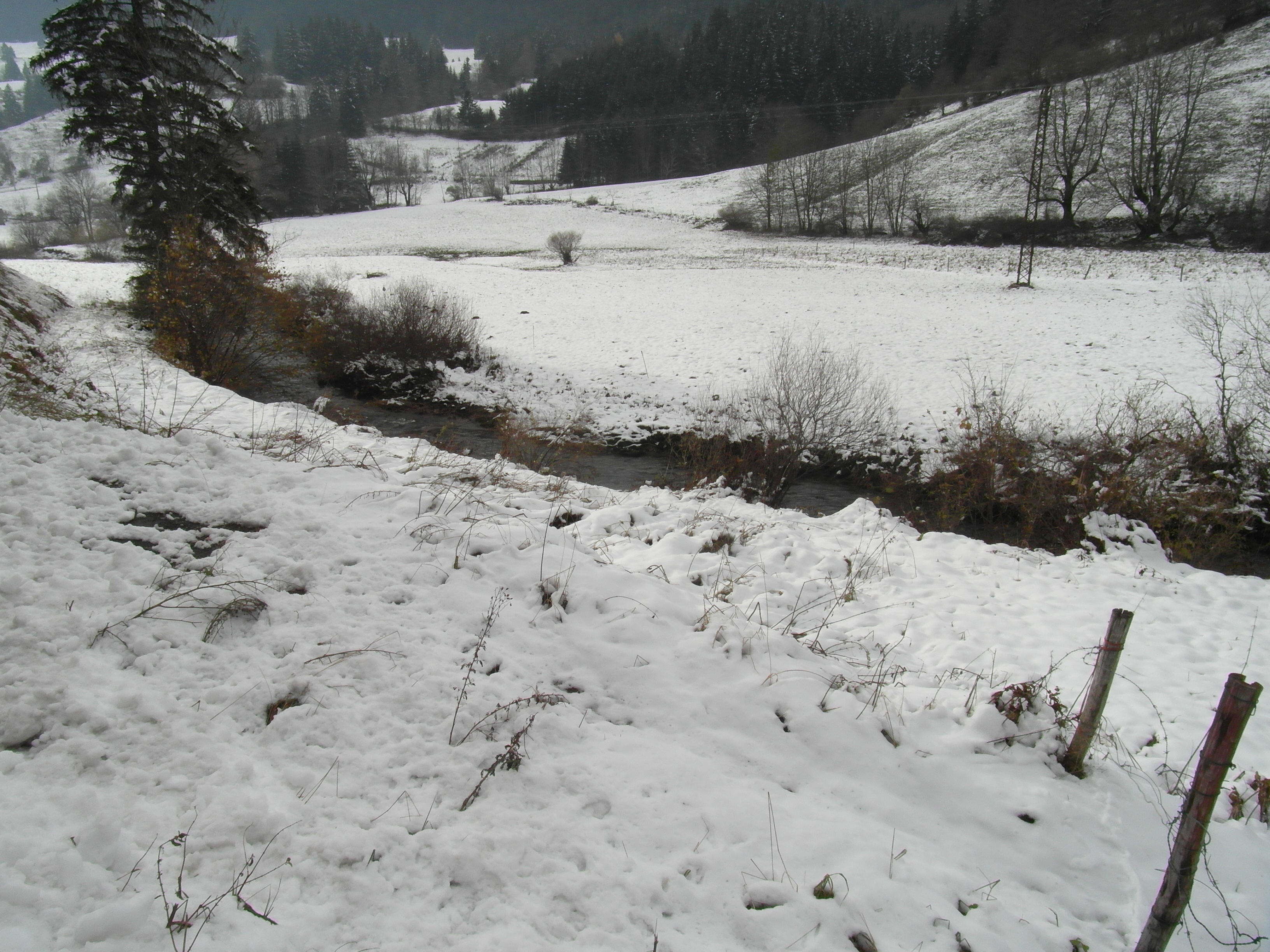
Le Méaudret en hiver

Dans le département de l'Isère, le Méaudret ne traverse le territoire que d'un seul canton, celui de Fontaine-Vercors et les territoires de deux communes, Autrans-Méaudre en Vercors et Villard-de-Lans

## Hydronymie
Le nom de cette rivière est lié à celui du nom de l'ancienne commune de Méaudre, aujourd'hui rattachée à la commune nouvelle d'Autrans-Méaudre-en-Vercors. Le nom de Méaudre proviendrait du franco-provençal mieldre, « mieudre », cas sujet de meilleur.

## Affluents
Le Méaudret a quatre affluents référencés :
- le ruisseau de la Perrinière,
- le ruisseau des Platis,
- le ruisseau du Brochet
- le ruisseau des Plagneux.

Donc son rang de Strahler est de quatre.

## Hydrogéologie
Le cœur molassique du synclinal d’Autrans-Goule Noire est drainé par le Méaudret, en étroite relation avec le réseau souterrain. L’eau de ce cours d'eau est soutirée vers les conduits souterrains à deux endroits : à l’aval d’Autrans au profit du « Trou qui Souffle » et de celui du « Trisou du Méaudret » (à l’aval de Méaudre) au profit direct de la Goule Noire.

## Gestion et protection

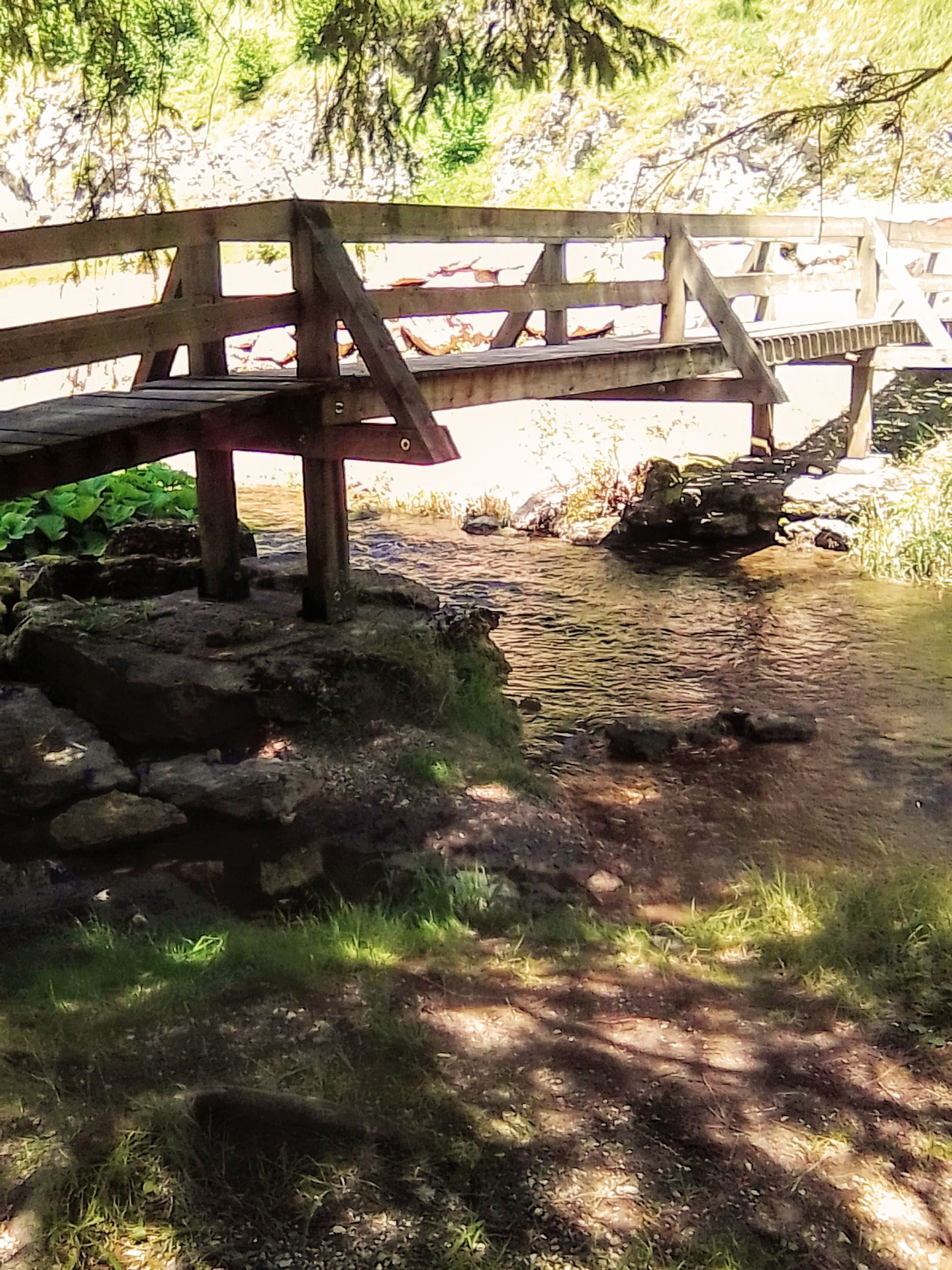
Pont en bois sur le Méaudret

Les « zones humides du bord du Méaudret » sont classées en zone naturelle d'intérêt écologique, faunistique et floristique (ZNIEFF), entièrement située sur le territoire de la commune d'Autrans-Méaudre en Vercors, à altitude minimale de 976 m et maximale de 1037 m. Ce site héberge environ treize espèces animales et végétales identifiées par l'INPN.